# Gaetano Scirea
Gaetano Scirea (Cernusco sul Naviglio, 25 mei 1953 – Skierniewice, 3 september 1989) was een Italiaans voetballer.

## Loopbaan
Scirea speelde voor Atalanta Bergamo en Juventus FC. Tussen 1975 en 1986 speelde hij 78 maal voor het Italiaans elftal, hij was aanwezig op de WK's van 1978 in Argentinie, 1982 in Spanje en 1986 in Mexico, alsmede op het EK 1980 in Italie. Scirea kwam op 3 september 1989 op 36-jarige leeftijd om tijdens een zware regenval in Zuid-Polen, waar hij als scout voor Juventus was. Tevens was hij bezichtiger van de komende tegenstander van Juventus in het UEFA Cup-toernooi, Gornik Zabrze, later in september 1989. Zijn auto, die vier jerrycans met benzine vervoerde (in die tijd was dat gebruikelijk in Polen, wegens tekorten aan brandstof) slipte, en hij kwam in botsing met een truck. Zijn auto vloog in brand, en ook twee andere inzittenden van de auto kwamen om het leven.
De verdediger won in zijn carrière vele prijzen waaronder de wereldtitel voor landenteams, die hij met Italie in 1982 won. In 2011 werd hij vanwege zijn verdiensten opgenomen in de Hall of Fame van het Italiaanse voetbal.
Scirea is een van de twee voetballers (de ander is Antonio Cabrini), die én nationaal kampioen, én nationale-bekerwinnaar, én winnaar van de drie Europa-cups, én winnaar van de wereldbeker, én wereldkampioen zijn geworden. Alleen de titel Europees kampioen ontbreekt.

## Erelijst
| Competitie                 |          |                                                               |          |          |
| Competitie                 | Aantal   | Jaren                                                         |          |          |
| Juventus                   | Juventus | Juventus                                                      | Juventus | Juventus |
| -------------------------- | -------- | ------------------------------------------------------------- | -------- | -------- |
| Mondiaal                   |          |                                                               |          |          |
| Wereldbeker voor clubteams | 1x       | 1985                                                          |          |          |
| Internationaal             |          |                                                               |          |          |
| Europacup I                | 1x       | 1984/85                                                       |          |          |
| Europacup II               | 1x       | 1983/84                                                       |          |          |
| Europese Supercup          | 1x       | 1984                                                          |          |          |
| UEFA Cup                   | 1x       | 1976/77                                                       |          |          |
| Nationaal                  |          |                                                               |          |          |
| Serie A                    | 7x       | 1974/75, 1976/77, 1977/78, 1980/81, 1981/82, 1983/84, 1985/86 |          |          |
| Coppa Italia               | 2x       | 1978/79, 1982/83                                              |          |          |

| Competitie | Winnaar | Winnaar | Runner-up | Runner-up | Derde  | Derde  |
| Competitie | Aantal  | Jaren   | Aantal    | Jaren     | Aantal | Jaren  |
| Italië     | Italië  | Italië  | Italië    | Italië    | Italië | Italië |
| ---------- | ------- | ------- | --------- | --------- | ------ | ------ |
| FIFA WK    | 1x      | 1982    |           |           |        |        |